# 1910 у кіно

## Фільми
- Рузвельт в Африці
- Одеські катакомби
- Бувальщина, або На чужий коровай очей не поривай

### Західне кіно
- «Аталія»/ Athalie, Франція (режисер Мішель Карре та Альбер Каппелані)
- «Джейн Ейр»/Jane Eyre, США (режисер Теодор Марстон)
- «Король Лір»/ Re Lear, Італія (режисер Джероламо Ло Савьо)
- «Франкенштейн»/ Frakenstein, США (режисер Дж. Сирл Доула)

### Російське кіно
- «Анна Кареніна», (режисер Андре Метр)
- «Боярин Орша», (режисер Петро Чардинін)
- «Опівночі на кладовищі», (режисер Василь Гончаров)
- «У студентські роки», (режисер Петро Чардинін)
- «Друга молодість», (режисер Петро Чардинін)
- «Життя і смерть Пушкіна», (режисер Василь Гончаров)
- «Ідіот», (режисер Петро Чардинін)
- «Княжна Тараканова», (режисер Кай Ганзен, Андре Метр)
- «Л'Хаім / За життя», (режисер Андре Метр, Кай Ганзен)
- «Лейтенант Ергунов», (режисер Кай Ганзен, Андре Метр)
- «Любов за труною, або Життя за життя», (режисер Петро Чардинін)
- «Манія величі, або Записки божевільного, Волошки», (режисер Петро Чардинін)
- «Мара», (режисер Андре Метр)
- «Марфа-посадница / Падіння Новгорода Великого», (режисер Андре Метр)
- «Петро Великий / Життя і смерть Петра Великого», (режисер Кай Ганзен, Василь Гончаров)
- «Пікова дама», (режисер Петро Чардинін)
- «Поєдинок», (режисер Андре Метр)
- «Цигани», (режисер Андре Метр)

## Персоналії

### Народилися
- 8 січня — Галина Уланова, російська балерина, народна артистка СРСР (пом. 1998).
- 10 січня — Пеггі Шеннон, американська кіно- і театральна акторка.
- 12 січня:
  - Петсі Келлі, американська акторка, співачка і танцюристка (пом. 1981).
  - Луїза Райнер, німецька акторка (пом. 2014).
- 19 січня — Рамішвілі Ніна Шалвівна, радянська і грузинська артистка балету, балетмейстерка, народна артистка СРСР (пом. 2000).
- 24 січня — Тутишкін Андрій Петрович, актор, режисер, заслужений артист РРФСР (пом. 1971).
- 26 січня — Сандлер Оскар Аронович, радянський і український композитор (пом. 1981).
- 8 лютого — Штеффі Дуна, популярна в 1930-і рр. в США і Великій Британії акторка.
- 14 лютого:
  - Френсіс Дейд, американська акторка (пом. 1968).
  - Крилов Степан Іванович, радянський актор, заслужений артист РРФСР (пом. 1998).
- 22 лютого — Магід Мойсей Шоломович, радянський кінооператор (пом. 1965).
- 25 лютого:
  - Шоу Уїні, американська акторка.
  - Клушанцев Павло Володимирович, радянський режисер, Заслужений діяч мистецтв РРФСР (1970).
- 27 лютого — Джоан Беннетт, американська кіноакторка (пом. 1990).
- 1 березня — Дейвід Нівен, англійський кіноактор (пом. 1983).
- 5 березня — Енніо Флаяно, італійським письменник, журналіст, гуморист, кінокритик, сценарист та драматург (пом. 1972).
- 8 березня — Клер Тревор, американська акторка (пом. 2000).
- 12 березня — Чабукіані Вахтанг Михайлович, радянський артист балету, народний артист СРСР (пом. 1992).
- 23 березня — Куросава Акіра, японський кінорежисер, продюсер і сценарист (пом. 1998).
- 4 квітня — Герман Юрій Павлович, російський радянський драматург і кіносценарист.
- 7 квітня — Соловйов Іван Іванович, радянський актор театру і кіно, режисер.
- 9 квітня — Елізабет Аллан, англійська акторка театру та кіно (пом. 1990).
- 10 квітня — Кулаков Віктор Іванович — радянський кіноактор (пом. 1982).
- 21 квітня — Лисенко Юрій Семенович, радянський i український кінорежисер, сценарист (пом. 1994).
- 23 квітня — Сімона Сімон, французька акторка (пом. 2005).
- 24 квітня — Танака Томоюкі, японський кінопродюсер і сценарист (пом. 1997).
- 26 квітня — Жуань Лін'юй, китайська акторка німого кіно (пом. 1935).
- 29 квітня — Хаас Доллі, кіно- і театральна акторка.
- 1 травня — Шуркін Георгій Олександрович, український кінооператор (пом. 1991).
- 2 травня — Мунзук Максим Монгужуковіч, актор.
- 3 травня — Юнгер Олена Володимирівна, акторка, народна артистка РРФСР, народна артистка СРСР (пом. 1999).
- 10 травня — Михайлов Костянтин Костянтинович, артист театру і кіно (пом. 1994).
- 28 травня — Рейчел Кемпсон, англійська акторка (пом. 2003).
- 3 червня — Полетт Годдар, американська кіноакторка, номінантка на премію «Оскар» 1944 року (пом. 1990).
- 9 червня — Роберт Каммінгс, американський актор та продюсер (пом. 1990).
- 15 червня — Хвіча Іполит Олексійович — радянський і грузинський кіноактор, Народний артист Грузинської РСР.
- 23 червня — Жан Ануй, французький драматург і сценарист (пом. 1987).
- 26 червня — Лау Лаурітцен (молодший), данський кінорежисер, актор і сценарист (пом. 1977).
- 4 липня — Глорія Стюарт, американська акторка (пом. 2010).
- 5 липня — Склют Йосип Самойлович, радянський драматург, кіносценарист (пом. 1985).
- 11 липня — Саллі Блейн, американська акторка (пом. 1997).
- 14 липня — Анна Вільям, американська мультиплікаторка.
- 17 липня:
  - Барбара О'Ніл, американська акторка (пом. 1980).
  - Ковальчук Олександр Петрович, український кінооператор (пом. 1967).
- 24 липня — Кобозєв Іван Григорович, радянський російський актор, сценарист, кінорежисер (пом. 1970).
- 27 липня — Лупіта Товар, мексиканська акторка (пом. 2016).
- 31 липня:
  - Біллі Джейкобс, американський актор (пом. 2004).
  - Каштелян Сергій Андрійович, радянський артист, режисер, педагог (пом. 1995).
- 3 серпня — Вацлав Дворжецький, радянський актор театру і кіно, Народний артист РРФСР (1991) (пом. 1993).
- 4 серпня — Аніта Пейдж, американська кіноакторка (пом. 2008).
- 11 серпня — Філіп Агостіні, французький кінооператор, режисер і сценарист.
- 12 серпня — Джейн Ваєтт, американська акторка (пом. 2006).
- 22 серпня:
  - Люсіль Ріксен, американська кіноакторка (пом. 1925).
  - Шмарук Ісак Петрович, радянський, український кінорежисер (пом. 1986).
- 8 вересня:
  - Мері Доран, американська акторка кіно (пом. 1995).
  - Жан-Луї Барро, французький актор і режисер (пом. 1994).
- 15 вересня — Бурханов Шукуров, узбецький радянський актор театру і кіно, Народний артист СРСР.
- 27 вересня — Лук'янов Сергій Володимирович, радянський актор театру та кіно (пом. 1965).
- 29 вересня — Вірджинія Брюс, американська співачка і акторка кіно, телебачення і радіо (пом. 1982).
- 8 жовтня — Коковкін Борис Сергійович, радянський актор театру і кіно (пом. 1985).
- 15 жовтня — Баласанян Гурген Аршаковіч, радянський і вірменський режисер і сценарист.
- 21 жовтня —Куманченко Поліна Володимирівна, українська акторка (пом. 1992).
- 27 жовтня — Джек Карсон, американський актор канадського походження (пом. 1963).
- 2 листопада — Чубінідзе Михайло Дмитрович, радянський актор театру і кіно, народний артист Грузинської РСР, народний артист СРСР (пом. 2006).
- 3 листопада — Карел Земан, чехословацький кінорежисер, аніматор та сценарист (пом. 1989).
- 7 листопада — Ревенко Сергій Іванович, радянський і український кінооператор (пом. 1981).
- 16 листопада — Шавгулідзе Георгій Володимирович, радянський грузинський актор театру і кіно (пом. 1959).
- 7 грудня — Луї Пріма, американський музикант (пом. 1978).
- 10 грудня — Сідні Фокс, американська акторка (пом. 1942).
- 26 грудня — Лебскій Віталій Олександрович, нижньогородський актор, режисер і педагог.
- Рогозівській Зусман Матвійович, діяч радянського кінематографа.

### Померли
- 23 лютого — Коміссаржевська Віра Федорівна, російська акторка.
- 21 квітня:
  - Марк Твен, американський письменник, гуморист, сатирик, публіцист, видавець.
  - Кропивницький Марко Лукич — український актор комічних і побутових ролей.
- 20 вересня — Кайнц Йозеф — один з найбільших німецьких і австрійських акторів.
- 20 листопада — Толстой Лев Миколайович — російський письменник
- 30 листопада — Вейнберг Павло Павлович — російський актор.
- Вальтесс де Ла Бінь — французька акторка.

### Дебюти
- Еліс Джойс — The Deacon's Daughter
- Аста Нільсен — The Abyss
- Мейбл Норманд — Тактовність Бетті
- Норма Толмадж — A Broken Spell